# 房景伯
房景伯（478年—527年），字长晖，又作字良晖，祖籍清河郡绎幕县（今山东省平原县西北），南北朝北魏官员。
高祖父房諶避乱东渡黄河，移住齐州東清河郡繹幕县（今山东省淄博市博山区）。祖父房元庆，为南朝宋官员、被沈文秀殺害。其父房爱亲，率领乡里的部众攻打沈文秀。因功受到宋明帝的嘉奖，最初被任命为龙骧将军。北魏平定山东后，房爱亲被迁移到北方，成为平齐郡的百姓。由于房元庆死于非命，房爱亲终身都穿着白色的丧服。二弟房景先（字光胄），三弟房景遠（字叔遐）。
房景伯出生于桑乾县，年少时房爱亲便去世了，以孝顺闻名。家境贫寒，他靠抄书做工来赡养母亲。尚书卢渊向李沖称赞房景伯，当时李沖负责选拔官吏，于是提拔房景伯为奉朝请。房景伯历任司空祭酒、给事中、尚书仪曹郎，后出任齐州辅国长史。当时齐州刺史去世，他便代理州中事务。他的治理宽厚简便，百姓都能安居乐业。后来，因清河郡太守杜昶在外地发动叛乱，房景伯被任命为清河郡太守。郡中有个叫刘简虎的人，曾经对房景伯有失礼仪，听说房景伯要来担任太守，便带着全家逃走了。房景伯督促所属各县追捕刘简虎，抓到后很快就提拔刘简虎的儿子为西曹掾，让他去劝降山贼。按照旧例，太守、县令的任期以六年为限，任期满后就要替换，而清河郡百姓韩灵和等三百多人上表请求留任房景伯，于是他的任期又延长了两年。之后，房景伯历任太尉中郎、司徒谘议参军、辅国将军、司空长史。因母亲生病而辞官。母亲去世后，他守丧期间不食盐菜，因此患上水肿病，多年未能痊愈。孝昌三年（527年），房景伯在家中去世，享年五十岁。被追赠左将军、齐州刺史。其子房文烈，东魏武定末年担任尚书三公郎中。